# 伊夫林地区勒佩赖
伊夫林地区勒佩赖（法語：Le Perray-en-Yvelines，法語發音：[lə peʁɛ ɑ̃.n‿ivlin] ⓘ）是法国伊夫林省的一个市镇，属于朗布依埃区。

## 地名
“en-Yvelines”在法语中有“在伊夫林省”和“在伊夫林地区”两个意思，但是伊夫林省建于1968年，“伊夫林省”一名最早于1964年的法令中确定，而该市镇名中的“en-Yvelines”则是在1948年添加的，故此处的“en-Yvelines”指的是“在伊夫林地区”，不过《世界地名译名词典》将其译作了“伊夫林省勒佩赖”。

## 地理
伊夫林地区勒佩赖（48°41'39"N, 1°51'15"E）面积13.47 平方千米，位于法国法蘭西島大區伊夫林省，该省份为法国北部内陆省份，北起瓦兹河谷省，西接厄尔省，西南接厄尔-卢瓦省，东南接埃松省，东临上塞纳省。
与伊夫林地区勒佩赖接壤的市镇（或旧市镇、城区）包括：莱塞萨尔勒鲁瓦、欧法日斯、莱布雷维艾尔、朗布依埃、伊夫林地区维埃耶埃格利斯。
伊夫林地区勒佩赖的时区为UTC+01:00、UTC+02:00（夏令时）。

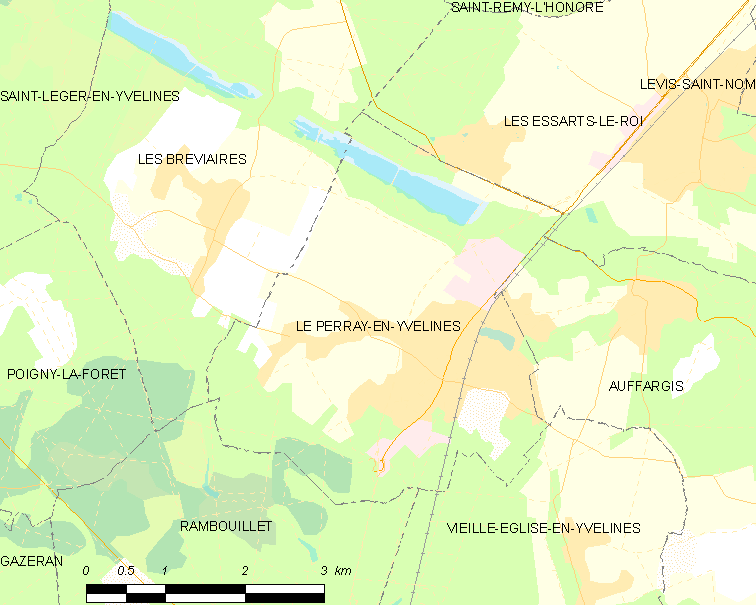
伊夫林地区勒佩赖的OSM定位图

## 行政
伊夫林地区勒佩赖的邮政编码为78610，INSEE市镇编码为78486。

## 政治
伊夫林地区勒佩赖所属的省级选区为朗布依埃县。

## 人口

1962-2008年间伊夫林地区勒佩赖人口变化图示

伊夫林地区勒佩赖于2022年1月1日时的人口数量为6515人。